# Vladimír Penc
Vladimír Penc (10. září 1893 Praha – ???) byl český atlet-běžec.
Reprezentoval také Čechy na LOH 1912 v běhu na 10 000 m a v maratonu, ale ani jeden nedokončil.
V roce 1912 vyhrál časem 35:42.2 běžecký závod Běchovice-Praha a zároveň vylepšil nejlepší čas.